# 火马冲镇
火马冲镇，是中华人民共和国湖南省怀化市辰溪县下辖的一个乡镇级行政单位。

## 行政区划
火马冲镇下辖以下地区：
火马冲社区、滩头村、照顶界村、交溪村、大月山村、中棚村、龙来坪村、万寿村、罗家湾村、麻家湾村、兰家湾村、郑家坪村、沙堆村、火马冲村、兴隆村、大桥村、廖家人村和宋家坪村。

## 交通
- 沪昆铁路：辰溪站